# Dorfkirche Diedrichshagen

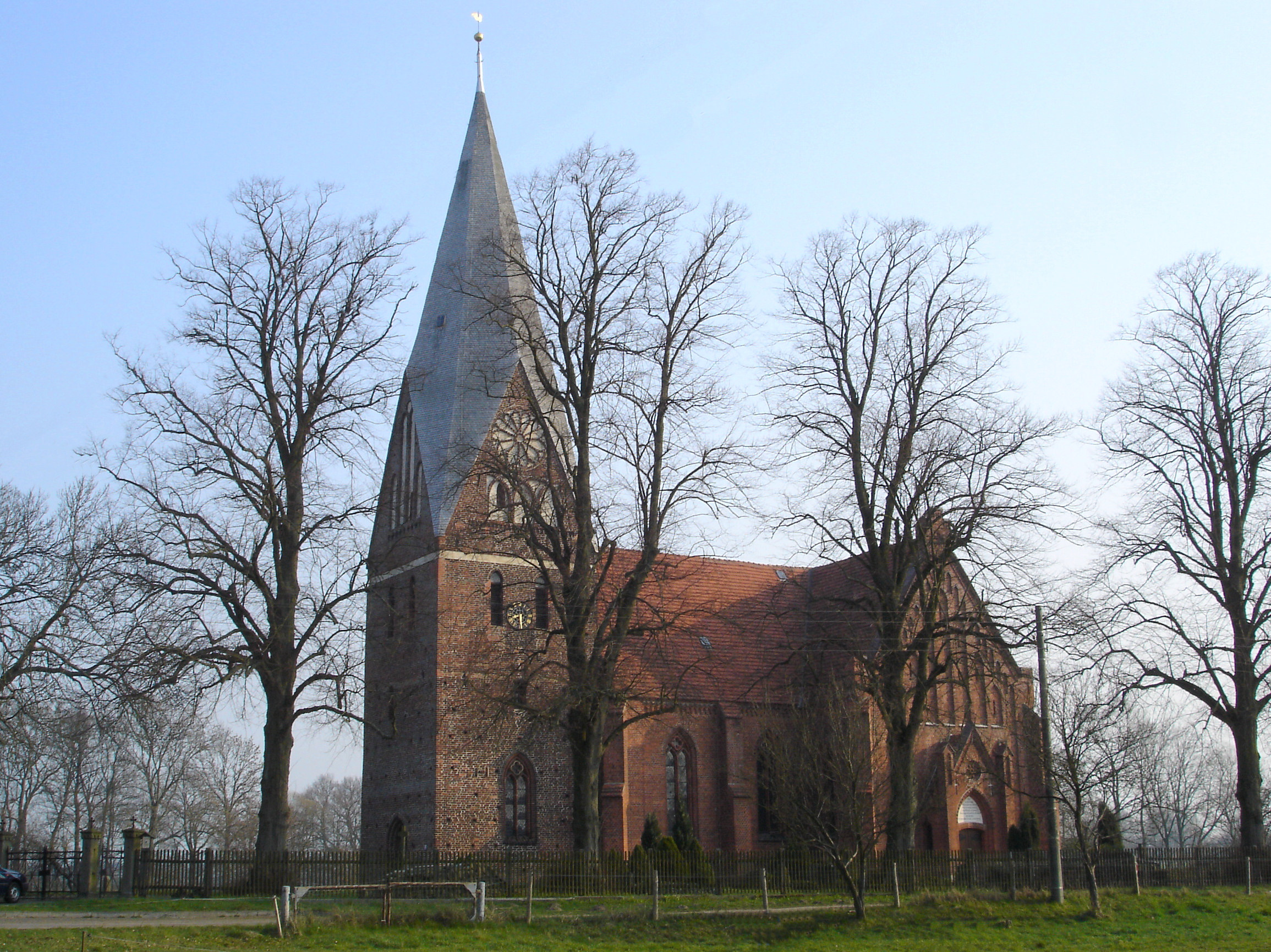
Kirche in Diedrichshagen

Die Dorfkirche Diedrichshagen in der nordwestmecklenburgischen Gemeinde Rüting hat einen spätgotischen Turm aus dem 15. Jahrhundert. Das Schiff ist ein aufwendiger neugotischer Backsteinbau aus der Mitte des 19. Jahrhunderts.

## Geschichte

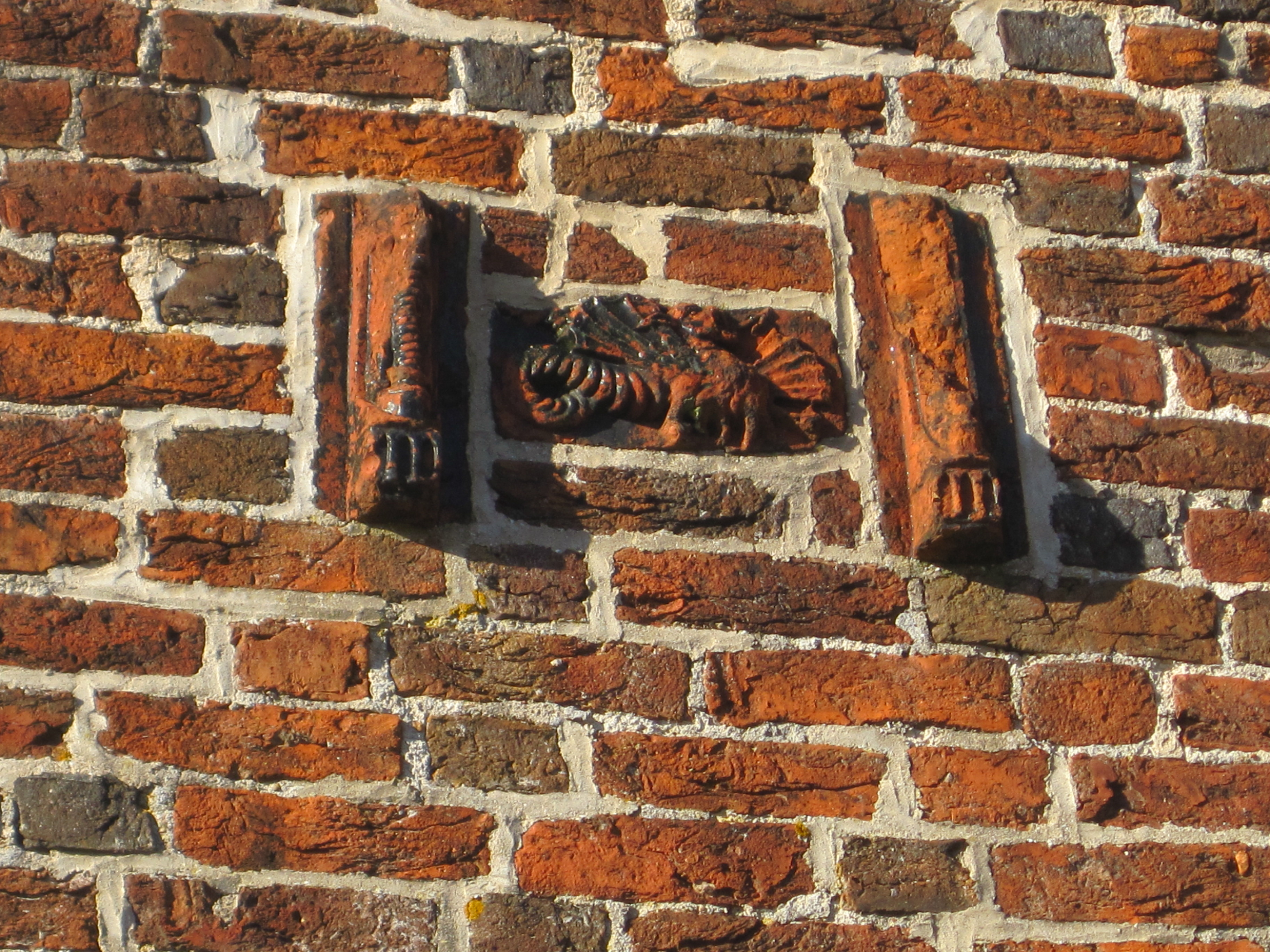
Reliefziegel mit dem Bild eines Skorpions an der Südseite des Kirchturms

Diedrichshagen wurde bereits 1230 im Ratzeburger Zehntregister erwähnt.
Die erste Kirche in Diedrichshagen entstand mit dem Dorf in der Zeit zwischen 1230 und 1260. Sie wurde in der Weinspende Herzog Heinrich des Pilgers (1267) mitbedacht und stand zunächst unter dem Archidiakonat des Klosters Rehna. Zu einem nicht näher bekannten Zeitpunkt ging das Patronat nach 1291 auf das Kloster Eldena über und verblieb dort bis zu dessen Säkularisation im Jahr 1556.

## Baugeschichte
Von der Kirche, welche im 15. Jahrhundert im Dorf stand, ist nur der knapp 48 Meter hohe quadratische dreigeschossige Westturm erhalten. Nach Westen hat er ein schlichtes Rücksprungsportal. Das Mauerwerk schließt mit vier Schildgiebeln ab, die durch unterschiedliches Blendmaßwerk geschmückt sind. Darüber erhebt sich der achtseitige Spitzenhelm. Mit diesem hohen Pyramidendach verweist er ebenso wie der Turm der nahegelegenen Dorfkirche Proseken mehr auf die Nikolaikirche in Wismar (deren Giebelfelder aber völlig anders ornamentiert sind), vor allem aber auf zahlreiche Vorbilder in Lübeck und Holstein.
Zur Datierung des Turms verweist Friedrich Schlie auf dessen älteste bekannte Glocke aus dem Jahr 1451.

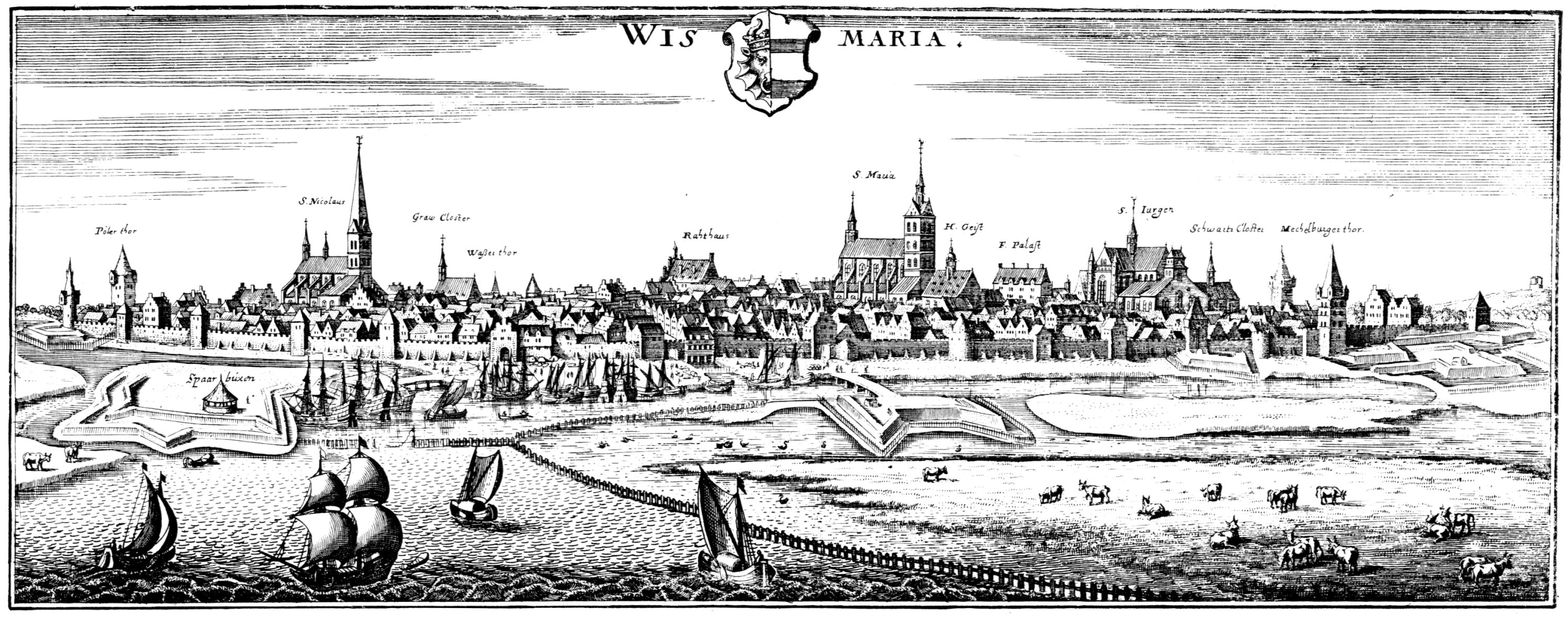
Wismar 1653:
St. Nicolai mit Pyramidendach,
St. Marien mit Kreuzdach

Der heutige Backsteinbau des Schiffs hat einen kreuzförmigen Grundriss und einen Chor mit 5/8-Schluss. Typisch für die Neugotik, ist er detaillierter gestaltet als mittelalterliche Dorfkirchen (nicht nur) dieser Region. Er wurde 1858–1861 als einer der ersten nach der mecklenburgischen Kirchenbauvorschrift durch Theodor Krüger auf kreuzförmigen Grundriss errichtet und 1861 geweiht. Die Kirche steht heute unter Denkmalschutz.

## Ausstattung

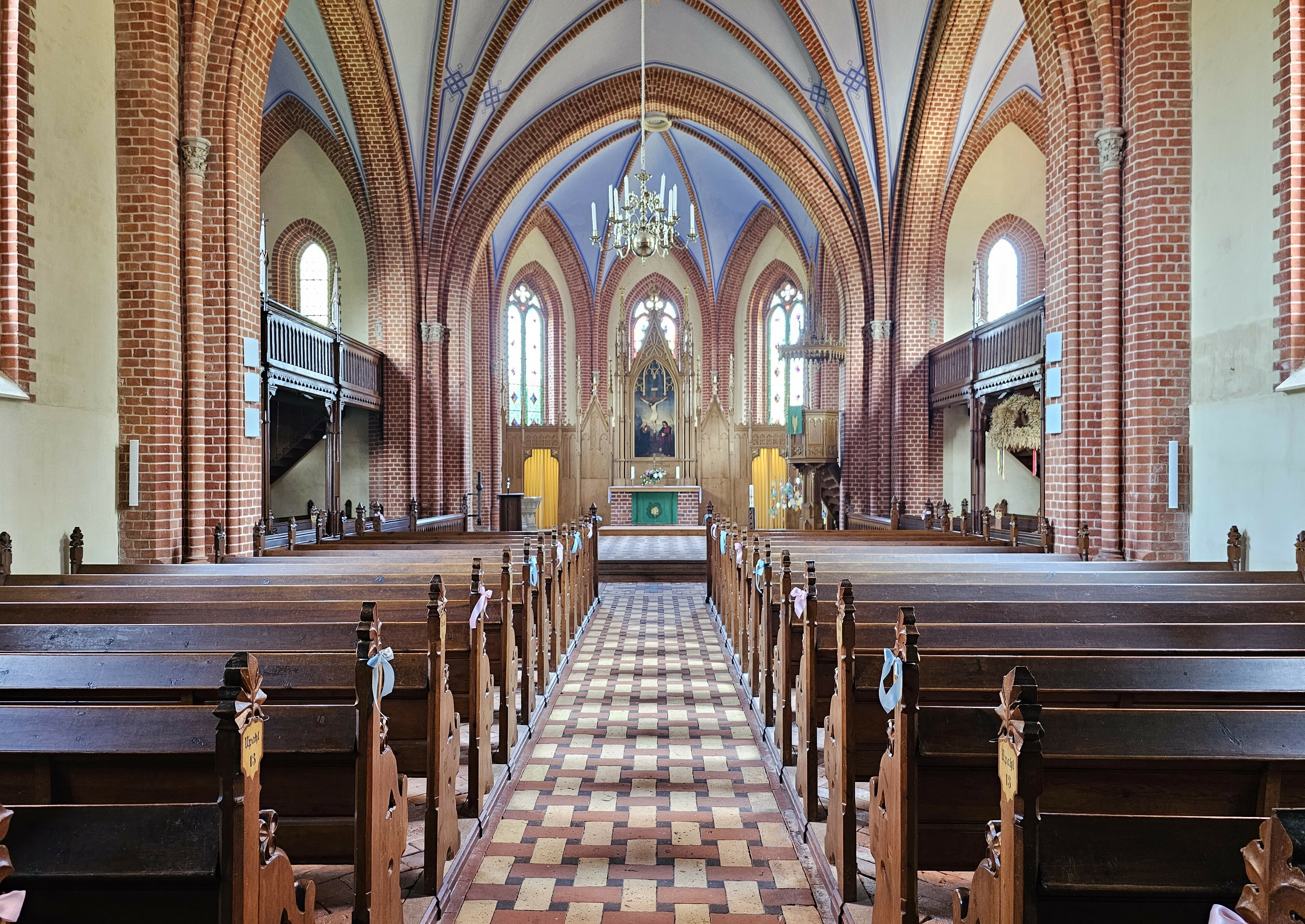
Innenraum (2023)

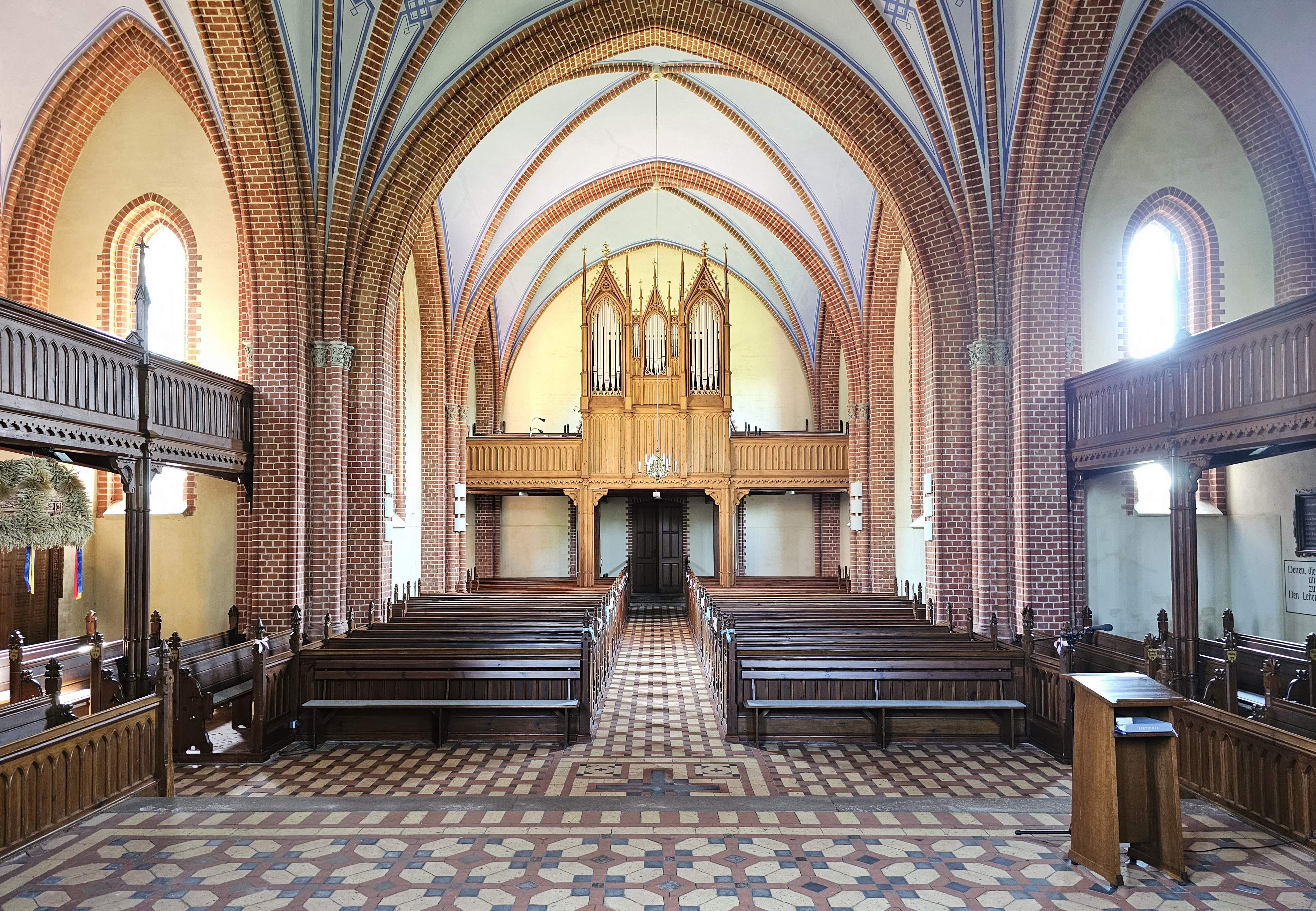
Blick zur Orgel

Im Inneren der neugotisch ausgestalteten Kirche haben sich bis auf ein Tafelbild und Glasmalereien keine Ausstattungsgegenstände der Vorgängerkirche von 1601 erhalten. Die vier Glasmalereien sind im Chor mit Darstellungen der Geburt und Taufe Christi, Emmaus und Wappen eingebaut.

### Orgel
Die Orgel wurde 1861 von Friedrich Friese III aus Schwerin auf der Westempore erbaut. Das neugotische Prospekt nach einem Entwurf des Schweriner Baurates Theodor Krüger besteht aus fünf Pfeifenfeldern und zwei großen Außenfeldern. Die 1899 durch den Hagenower Orgelbauer Marcus Runge anstelle einer Mixtur eingebauten Traversflöte wurde 2001 vom Orgelbauer Wolfgang Nußbücker aus Plau am See instand gesetzt.
Das Schleifladen-Instrument hat acht Register auf einem Manual, das Pedal ist angehängt.
Disposition:
| Manual C–c3  |     |  |
| Bordun       | 16′ |  |
| Principal    | 8′  |  |
| Salicional   | 8′  |  |
| Gemshorn     | 8′  |  |
| Gedact       | 8′  |  |
| Octave       | 4′  |  |
| Spitzflöte   | 4′  |  |
| Mixtur III–V |     |  |

| Pedal C–c1 |
| angehängt  |

### Glocken
Die Kirche verfügte bis zum Ersten Weltkrieg noch über ihre drei alten Glocken. Die kleinste wurde nach ihrer Inschrift 1653 von den Wandergießern „M. STEFANEVS WOILLO VND NIKOLAVS GAGE“ aus Lothringen gegossen und zeigt, so Friedrich Schlie, „hübsche Renaissanceverzierungen“. Sie ist als einzige der alten Glocken erhalten, die beiden größeren wurden Opfer der beiden Weltkriege. 1988 erhielt die Kirche eine neue mittlere Glocke, die von Schilling in Apolda gegossen wurde.
Als Nachguss der Glocke von 1451 ist sie nicht funktionstüchtig.

### Altar
Ein neugotisches Ausstattungsstück des Innenraums ist die Altarwand, in deren Mittelfeld sich ein Ölgemälde von Pauline Steinhäuser von 1863 befindet, das die Kreuzigung Jesu darstellt.
Über der neugotischen Kanzel befindet sich ein Schalldeckel mit Maßwerkturm.

## Gemeinde
Die Evangelisch-Lutherische Kirchengemeinde Diedrichshagen gehört zur Propstei Wismar im Kirchenkreis Mecklenburg der Evangelisch-Lutherischen Kirche in Norddeutschland.